# Megamareta nodosa
Megamareta nodosa är en kackerlacksart som först beskrevs av Fritze 1899.  Megamareta nodosa ingår i släktet Megamareta och familjen småkackerlackor. Inga underarter finns listade i Catalogue of Life.